# البطة التي لم تكن أبدا
البطة التي لم تكن أبدًا (بالإنجليزية: The Duck Who Never Was)‏ هي قصة مصورة كتبها ورسمها دون روزا في سنة 1994. كُتبت بمناسبة الاحتفال بالذكرى الستين لبطوط (دونالد داك). القصة مستوحاه من فيلم إنها حياة رائعة الذي اُنتج سنة 1946.